# Rosalía
Pour les articles homonymes, voir Rosalia et Vila.
Rosalia Vila Tobella (née le 25 septembre 1992 à Sant Cugat del Vallès, en Catalogne), mieux connue sous le nom de scène Rosalía, est une auteure-compositrice-interprète, musicienne, productrice et actrice espagnole.
Dès son plus jeune âge, elle découvre la musique folklorique espagnole et obtient son diplôme de l'École supérieure de musique de Catalogne grâce à son premier album en collaboration avec Raül Refree, Los Ángeles, et à son projet de fin d'études, l'album El mal querer, coproduit par El Guincho, qui mélange des interprétations modernes du flamenco avec de la musique pop et urbaine.
Récompensé par la cérémonie des Latin Grammy Awards pour l'album de l'année et figurant dans la liste des 500 plus grands albums de tous les temps du magazine Rolling Stone, El mal querer marque l'ascension de la chanteuse sur la scène musicale internationale.

## Biographie
Rosalía naît le 25 septembre 1992 à Sant Cugat del Vallès, une ville de Catalogne, près de Barcelone. Elle est la plus jeune fille de Pilar Tobella, une femme d'affaires et de José Manuel Vila qui se séparent en 2019,.
Rosalía manifeste son intérêt pour les arts du spectacle dès son plus jeune âge notamment après avoir découvert la discographie de Camarón de la Isla. Elle commence sa formation musicale professionnelle à l'âge de 16 ans au Taller de Músics et suit un cours de six ans à l'académie. Elle commence des cours dans le quartier d'El Raval dans la Vieille ville de Barcelone, mais, en raison de ses bonnes notes et de ses multiples recommandations, elle est transférée à l'École supérieure de musique de Catalogne afin de terminer ses études. Elle y est admise dans la classe de Chiqui de la Linea, professeur des cantaores du flamenco espagnol, qui n'admet qu'un ou une élève chaque année. Elle travaille également de manière autonome comme chanteuse indépendante dans des mariages et des bars, pour lesquels elle est payée « un peu plus de 80 euros ou échangeait le travail contre un dîner ». Pendant cette période, la chanteuse rencontre de nombreux artistes espagnols tels que La Zowi, Yung Beef, Kaydy Cain, Hinds et María Escarmiento.
À 15 ans, elle participe à l'émission de télévision Tú Sí Que Vales, bien qu'elle ne soit pas sélectionnée. En 2012, elle devient la chanteuse d'un groupe de musique flamenco, Kejaleo, composé de Jordi Franco, Roger Blavia, Cristo Fontecilla, Diego Cortés et Xavi Turull.
En 2013, Rosalía travaille professionnellement en duo avec Chicuelo pour promouvoir la bande originale de Blancanieves au Festival international du film de Panama en 2013 remplaçant Sílvia Pérez Cruz et au Festival Grec de Barcelone pour l'œuvre de danse contemporaine De Carmen. La même année, elle participe à la conférence de l'Association of Performing Arts Professionals à New York et est la voix principale du Palau de la Música. En 2015, elle collabore avec La Fura dels Baus sur un spectacle dont la première a lieu à Singapour. Elle fait la première partie de l'artiste flamenco Miguel Poveda, accompagné d'Alfredo Lagos, au Festival international de musique de Cadaqués, et au Festival de jazz de Jerez. Elle collabore avec Rocío Márquez pour la présentation de son album El Niño, produit par Raül Refree, au Primavera Sound Festival. Elle travaille avec la marque de vêtements Desigual et chante le jingle de leur campagne Last Night Was Eternal. La même année, elle publie Un Millón de Veces, la chanson fait partie de l'album de charité Tres Guitarras Para el Autismo. Tous les bénéfices sont versés à des études sur l'autisme. À 20 ans, elle travaille en tant que professeur de flamenco et coach vocal.

### Los ángeles(2016–2017)
En 2016, Rosalía se produit devant une centaine de personnes au Tablao del Carmen, un lieu de représentation dédié au flamenco au Poble Espanyol, à Barcelone. Dans le public se trouve Raül Refree, qu'elle a invité au spectacle et quelques mois plus tard, ils travaillent ensemble sur deux albums. Son premier album s'intitule Los ángeles et parle de la mort d'une manière sombre avec des accords de guitare agressifs,. Il présente des reprises de classiques du flamenco recevant plusieurs éloges.
En 2017, RTVE contacte Rosalía pour participer à la présélection pour représenter l'Espagne au Concours Eurovision de la chanson 2017, chose qu'elle refuse en raison de conflits de calendrier avec la promotion de son premier album.

### El mal querer(2018–2019)
L'enregistrement du deuxième album de Rosalía, El mal querer, commence début 2017 en tant que projet de fin d'études. Elle a personnellement choisi de travailler aux côtés du musicien espagnol El Guincho et fait naître son concept aux côtés de son ami Ferran Echegaray, qui s'inspire du roman Flamenca pour suivre la trame de l'album. Ainsi, chaque chanson de l'album est un chapitre de l'histoire racontée du roman occitan. Bien qu'elle n'ait pas de budget pour produire le disque, car c'est une artiste indépendante travaillant sur un projet universitaire, Rosalía investit beaucoup d'argent personnel, au point de frôler la faillite.
En mai 2018, Rosalía publie le premier single de l'album, Malamente attirant l'attention de célébrités telles que Kourtney Kardashian et Dua Lipa ainsi que de nombreux critiques musicaux. De nombreux médias espagnols en parlent déjà comme du « phénomène Rosalía » ou de « l'ouragan Rosalía ». Le single suivant, Pienso en tu mirá, est sorti en juillet et le troisième single, Di mi nombre, sort trois jours avant l'album,.
El mal querer est commercialisé le 2 novembre 2018 et est présenté comme expérimental et conceptuel, tournant autour d'une relation toxique.
Elle effectue sa première tournée mondiale, El Mal Querer Tour, afin de promouvoir son second album et passe par plusieurs festivals tels que Lollapalooza, Glastonbury et Coachella Festival.
Le 2 février 2019, lors de l'ouverture de la 33ème cérémonie des Goyas, elle émeut le public en reprenant la chanson "Me Quedo Contigo" du groupe des années 1980 Los Chunguitos, en version lyrique et accompagnée du chœur des jeunes de l'Orfeó Catalá et d'El Guincho.
Le 28 mars 2019, elle publie une collaboration avec J. Balvin. Bien que recevant initialement des avis mitigés de la part des critiques, Con altura se hisse en première place des charts dans de nombreux pays. Le clip, réalisé par Director X, est le plus regardé de l'année 2019.
Le 15 aout 2024, Rosalia sort une chanson New Woman en collaboration avec Lisa du groupe BLACKPINK qui monte à la Modèle:97ème du Billboard Hot 100, et est aussi le premier Musicvideo Kpop à atteindre 14.5M de vues les dernières 24 heures.

### Motomamiet collaborations (depuis 2020)
Rosalía dévoile petit à petit son troisième album studio en 2020, déclarant « l'album sort, si tout va bien en 2020, mais quand cela aura du sens ». Elle révèle également qu'il n'inclut pas les singles sortis après son deuxième album El mal querer. Elle écarte l'idée de sortir un coffret ou un album de compilation où ces chansons sont incluses. Au début de 2020, Rosalía déménage à Miami en raison de circonstances imprévues liées à la pandémie de Covid-19. Lorsque les restrictions de voyage depuis les États-Unis commencent à se lever, la chanteuse se rend pour la première fois à Porto Rico, où elle enregistre des sessions avec Lunay, Rauw Alejandro et Tego Calderón. Pendant son séjour sur l'île, elle enregistre également un remix de la chanson Relación (es) avec Daddy Yankee, Farruko et J. Balvin.
Elle prend part au troisième album de Bad Bunny, El último tour del mundo (es), sur le titre La noche de anoche (es), qui sort ensuite en single le jour de la Saint-Valentin. Une semaine plus tard, elle collabore aux côtés de The Weeknd pour le remix de Blinding Lights. Le 21 janvier 2021, Lo vas a olvidar (es) est dévoilée en duo avec la chanteuse américaine Billie Eilish afin de promouvoir un épisode spécial de la série Euphoria. En mai, elle sort une collaboration avec le musicien Oneohtrix Point Never intitulée Nothing's Special. En septembre, elle apparaît avec Tokischa sur la chanson Linda (es).
Le troisième album studio de Rosalía sort le 18 mars 2022, sous le titre Motomami. En septembre 2022, la chanteuse espagnole dévoile une version deluxe de son album appelé Motomami+,.
Le 17 novembre 2023, elle fait sensation sur la scène des Latin Grammy 2023 avec une reprise, en version flamenco, de la chanson Se Nos Rompió El Amor de la chanteuse Rocío Jurado, ce qui lui valut une standing ovation.

### Carrière dans le cinéma
En 2018, elle chante la bande originale de la deuxième saison de la série espagnole Paquita Salas diffusée sur la plateforme Netflix ainsi que sur la bande originale de la série Arde Madrid ,. En 2019, Rosalía a participé au film Douleur et Gloire de Pedro Almodóvar.

## Vie personnelle
Ses origines paternelles proviennent des Asturies et ses origines maternelles proviennent de la Catalogne. Ses grands-parents paternels sont de Galice et d'Andalousie. Son arrière-grand-père était originaire de Cuba. Elle parle couramment le catalan, l'espagnol et l'anglais.

### Relations
En 2016, Rosalía est en couple avec le rappeur espagnol C. Tangana. Ils coécrivent huit des onze chansons de l'album El mal querer et collaborent deux fois ensemble. Ils se séparent en mai 2018 après deux ans de relation. Parfois le couple fait référence l'un à l'autre dans des chansons, des messages sur les réseaux sociaux, des interviews et des vidéos musicales. En avril 2020, le rappeur déclare à la presse « il existe une bonne amitié entre nous ».
En automne 2019, elle est en couple avec l’actrice américaine Hunter Schafer. Leur histoire dure 5 mois.
La chanteuse est en couple avec le chanteur portoricain Rauw Alejandro en novembre 2019 et le rendent public en septembre 2021,. Le couple annonce leurs fiançailles lors de la sortie du clip de la chanson Beso (en) en mars 2023,. En juillet 2023, le couple annonce leur séparation,.
Elle fréquente l'acteur américain Jeremy Allen White entre octobre 2023 et juillet 2024.

### Militantisme
Elle se considère comme étant féministe. Lors d'un discours au gala Billboard Women in Music en 2019, la chanteuse déclare : « J'avais quinze ans quand je suis entrée dans un studio d'enregistrement pour la première fois en ayant des femmes comme références. J'ai été tellement choquée par le fait qu'il n'y avait que des hommes dans ce studio que, depuis, je me suis battue pour avoir le même nombre d'hommes et de femmes. C'est aussi simple que cela ». Son album studio El mal querer raconte la libération d'une femme lors d'une relation hétérosexuelle toxique. Lors d'un concert au Mexique, elle a porté un mouchoir vert en soutien à la campagne nationale pour le Droit de l'avortement légal, sûr et gratuit.
Lors de sa prestation au Glastonbury Festival, la chanteuse espagnole déclare à la foule qu'elle défend le droit des LGBT : « Il y a beaucoup de façons d'aimer et aucune n'est meilleure que l'autre. Levez votre verre à l'amour et à la liberté d'aimer »,. Tous les bénéfices de la campagne MAC Viva Glam sont reversés aux associations de soutiens des femmes, des jeunes et de la communauté LGBT.
En ce qui concerne la politique espagnole et les conflits internationaux, en novembre 2019, après une deuxième élection générale dans le pays en l'espace de six mois, Rosalía s'exprime sur twitter en écrivant « Fuck Vox ». Vox est un parti politique nationaliste d'extrême droite qui a obtenu de nombreux sièges au Parlement espagnol et dont la popularité ne cesse de croître. Après avoir été interrogée sur la politique lors d'une conférence de presse pendant la cérémonie des Latin Grammy Award, elle explique : « Je pense que c'est un sujet très délicat et je ne pense pas que ce soit l'endroit pour en parler car cela nécessite beaucoup de temps ». En mai 2020, la chanteuse exprime sa colère pour le meurtre de George Floyd et participe brièvement à une manifestation à Miami pour défendre l'égalité raciale, partant plus tôt afin d'apparaître pour un concert de charité virtuel organisé par TeleHit,.

### Religion
Quant à ses croyances religieuses, la chanteuse révèle n'avoir jamais été baptisée ni emmenée à l'église par ses parents. Sa grand-mère, qui est chrétienne, avait l'habitude de l'emmener à l'église si elle le demandait volontairement. Bien que croyant en Dieu, elle n'a aucune religion.

## Style musical
La musique de Rosalía est décrite comme étant un défi aussi bien pour elle que pour le public. Son premier album Los Ángeles est décrit comme étant « un disque folk dans lequel elle se pose comme la cantatrice contemporaine ayant mieux compris l'époque actuelle ». Malgré sa large gamme vocale, Rosalía a tendance à utiliser l'Auto-Tune de manière esthétique dans ses chansons et ses concerts.

## Influences
L'inspiration visuelle de Rosalía provient principalement de la culture espagnole et orientale, notamment japonaise. La chanteuse possède une grande connaissance de l'histoire de l'art, qu'elle transmet à son public en recréant constamment des portraits religieux, des peintures contemporaines et des scènes de films dans ses projets musicaux. Elle cite Pedro Almodóvar et Andrei Tarkovsky comme étant ses cinéastes préférés, Enter the Void de Gaspar Noé et Fallen Angels de Wong Kar-wai comme étant ses films préférés, et Jean-Michel Basquiat comme étant son artiste préféré,.
Elle cite Björk, Kate Bush, Aretha Franklin, Christina Aguilera, Azúcar Moreno et Lauryn Hill comme inspirations musicales. Elle cite Lola Flores comme étant son inspiration vestimentaire. Dans une interview accordée à Billboard, elle déclare : « Je l'adore. J'aime son attitude et la force qu'elle a ». Elle mentionne également la danseuse de flamenco Carmen Amaya : « elle portait des vêtements typiquement masculins à une époque où aucune autre danseuse ne se produisait dans ce type de tenue ».
Rosalía a également exprimé son admiration pour Frank Ocean, Kanye West, Ivy Queen, Kendrick Lamar, Lil' Kim, Diego el Cigala, Lole y Manuel, Pharrell Williams, Daddy Yankee, Aventura, Héctor Lavoe, Beyoncé et Estrella Morente, entre autres.

## Apparitions
En 2020, la chanteuse au début du clip de la chanson Adore You du chanteur anglais Harry Styles, narre une histoire.
Elle prend part au clip de la chanson WAP des rappeuses américaines Megan Thee Stallion et Cardi B en 2021,.

## Controverses
Rosalía est accusée d'appropriation culturelle par certains Roms parce qu'elle adapte leurs coutumes dans son style et qu'elle s'inspire de la tradition musicale du flamenco, dont on pense souvent qu'elle provient des gens du voyage. Cependant, l'origine de la musique flamenco n'est pas connue précisément, et la chanteuse a probablement fusionné des pratiques musicales provenant de trois sources : le style mauresque, la culture juive et rom. Répondant à cette critique, Rosalía affirme « le flamenco n'appartient pas aux Gitans ».

## Discographie

### Albums studio
- 2017 : Los ángeles
- 2018 : El Mal Querer
- 2022 : Motomami

### EP
- 2023 : RR (en collaboration avec Rauw Alejandro)

### Singles
- 2016
  - Catalina
  - Antes de morirme
  - Barefoot in the Park de James Blake (musicien)
- 2017
  - De plata
  - Aunque es de noche
- 2018
  - Malamente - Cap.1: Augurio
  - Pienso en tu mirá - Cap.3: Celos
  - Di mi nombre - Cap.8: Extasis
  - Bagdad - Cap.7: Liturgia
  - De aquí no sales - Cap.4: Disputa
- 2019
  - Con altura avec J. Balvin
  - Aute Cuture
  - F*****g Money Man
  - Millonària
  - Dio$ No$ Libre Del Dinero.
  - Yo x ti, tú x mí avec Ozuna
  - A palé
  - Highest in the Room Remix de Travis Scott
- 2020
  - Juro que
  - Dolerme
  - TKN avec Travis Scott
  - Relación Remix
  - Blinding Lights Remix de The Weeknd
  - Brillo
- 2021
  - Lo Vas A Olvidar de Billie Eilish
  - La Noche de Anoche
  - La Fama avec The Weeknd
- 2022
  - Saoko
  - Chicken Terriyaki
  - Despechá
  - Bizcochito
- 2023
  - LLYLM
  - Beso avec Rauw Alejandro
  - Vampiros
  - Promesa
  - TUYA
- 2024
  -  New Woman de Lisa (rappeuse)
  - Omega

## Filmographie

### Cinéma
- 2018 : Douleur et gloire de Pedro Almodóvar : Rosita

### Clips
- 2019 : Adore You de Harry Styles : narratrice
- 2020 : WAP de Cardi B avec Megan Thee Stallion

## Prix et récompenses
Elle remporte également deux Grammy Awards, douze Latin Grammy Award, trois MTV Video Music Awards, un MTV Europe Music Awards, deux UK Music Video Awards et deux Premio Ruido Awards. En 2019, Billboard lui décerne le Rising Star Awards pour « avoir changé le son de la musique grand public d'aujourd'hui avec sa pop fraîche influencée par le flamenco ».